# Rhyncholestes raphanurus
Rhyncholestes raphanurus là một loài động vật có vú trong họ Caenolestidae, bộ Paucituberculata. Loài này được Osgood mô tả năm 1924.